# Fistulinella mexicana
Fistulinella mexicana är en svampart som beskrevs av Guzmán 1974. Fistulinella mexicana ingår i släktet Fistulinella och familjen Boletaceae.   Inga underarter finns listade i Catalogue of Life.